# William Cadogan (1. hrabia Cadogan)
William Cadogan, 1. hrabia Cadogan (ur. 1675, zm. 1726) – brytyjski generał i dyplomata. Pełnił funkcję brytyjskiego ambasadora w Holandii w latach 1707–1709 i znów w latach 1714–1720. Był jednym z oficerów, których zgromadził wokół siebie marszałek John Churchill, 1. książę Marlborough, jego stronnikiem i przyjacielem.